# بحر آزوف

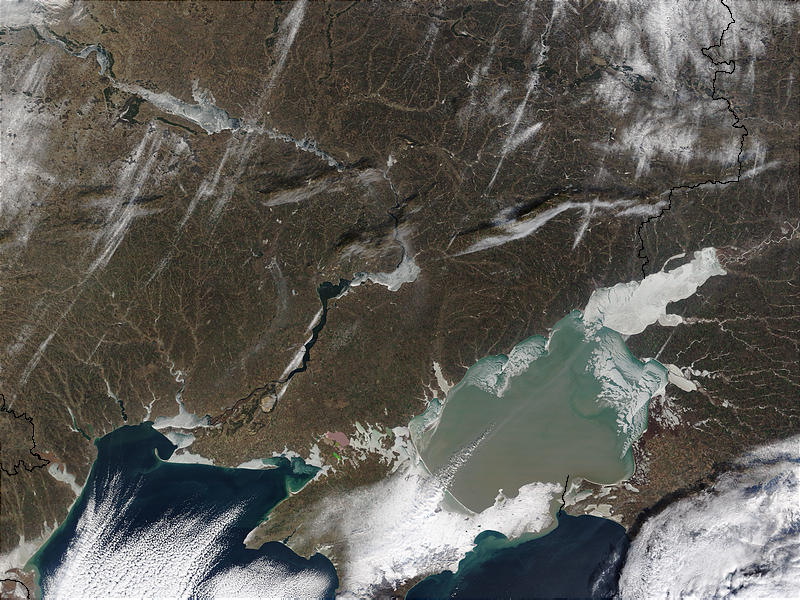
بحر آزوف

بحر آزوف (بالروسية:Азовское море، بالأوكرانية: Азовське море) بحر متفرع من البحر الأسود في جزئه الشمالي ويتصل به عن طريق مضيق كيرتش. يطل على الشواطئ الأوكرانية من شماله وعلى روسيا من جهة الشرق وشبه جزيرة القرم من الغرب.

## التسمية والتاريخ
يذكر البعض أن التسمية جاءت من الحاكم الكيوماني (أو الكبشكي) (إحدى القبائل التركية) للمنطقة والذي مات دفاعا عن قرية قرب مياه البحر وكان يسمى بآزوف. يرجع آخرون التسمية لكلمة «آزاك» والتي تعني في التركية أرض منخفضة.
وفقا لنظرية طوفان البحر الأسود يعود تاريخ البحر لحوالي عام 5600 ق.م. وجدت بعض حملات تنقيب الآثار آثارا لمستوطنات تعود للعصر الحجري الحديث (النيوليتي) تحت مياه البحر. كان الإغريق يسمونه بالبحيرة الميوتية أو البحر الميوتي (باليونانية: ἡ Μαιῶτης λίμνη، باللاتينية: Palus Maeotis).

## الجغرافيا
يبلغ طول بحر آزوف 340 كم وعرضه يضاهي الـ135 كم. تزيد مساحة البحر الإجمالية على 37 ألف كم2 (حوالي 14ألف ميل2). ملوحته منخفضة جدا في كثير من مناطقه إذ أنه بحر داخلي تصب فيه العديد من الأنهار كنهر دون وكوبان والعديد من الأنهار الأخرى القادمة من مناطق جليدية.
يعد بحر آزوف أقل بحار العالم انخفاضا إذ يصل متوسط عمقه لثلاثة عشر مترا فقط. اتجاه تياره دوراني عكس عقارب الساعة وأقصى ارتفاع لعمليتي المد والجزر لا يزيد عن 5 أمتار. من المدن المهمة المطلة عليه بيرديانسك وماريوبول وروستوف نا دونو وتاغاناروغ وييسك. يتصل ببحر قزوين عن طريق قناة مانيتش كما يتصل بقناة فولجا دون التي تربط نهري الفولجا بنهر الدون.
أهمية البحر الاقتصادية تنبع من الثروة السمكية فيه إذ يصل عدد أنواع السمك لحوالي 80 نوعا وأكثر من 300 نوع من اللافقاريات البحرية إلا إن هذه الأنواع آخذة بالتناقص بسبب عمليات الصيد الجائر والتلوث المنتشر فيه. أيضا يستغل البحر اقتصاديا باستخراج البترول من بعض مناطقه.